# Malene Espensen
Malene Espensen es una modelo erótica danesa nacida en 1978 en Copenhague (Dinamarca).

## Biografía
Unos años después de que ella naciera en la capital danesa, se fue a vivir a la pequeña ciudad de Aalborg. No obstante, ella vive ahora en Londres (Inglaterra).
Su carrera como modelo empezó siendo descubierta por el periódico británico Daily Star en 2004, mientras ella trabajaba como protagonista de un anuncio para una cadena de mercados.
Desde entonces, ella ha aparecido regularmente en las revistas masculinas británicas como por ejemplo FHM o Loaded así como en las ediciones especiales de Playboy.
Ella ganó el concurso de fotografía en bikini del también periódico inglés The Sunday Star.
Malene habla 5 idiomas.